# Cream (formație)
Cream a fost o formație rock britanică a anilor '60 format din basistul/vocalistul Jack Bruce, chitaristul/vocalistul Eric Clapton și bateristul/toboșarul Ginger Baker. Muzica lor a fost reprezentată de un melanj între blues rock, hard rock și rock psihedelic. Precum alte formații din anii 1960 respectiv anii 1970, Cream sunt încadrați în categoria classic rock. Împreună cu Derek and the Dominos (formație fondată ulterior în anul 1970), Cream a fost una dintre formațiile de succes în care Eric Clapton a activat la începuturile carierei sale.

## Membrii
- Ginger Baker (1939-2019) - tobe, percuție, voce, clopot, glockenspiel, timpan (1966-1968)
- Jack Bruce (1943-2014) - voce, bas, muzicuță, pian, violoncel, calliope, chitară acustică, flaut dulce, orgă (1966-1968)
- Eric Clapton (n. 1945) - chitară, chitară ritmică, voce (1966-1968)

## Discografie

### Albume de studio
- Fresh Cream (9 decembrie 1966)
- Disraeli Gears (2 noiembrie 1967)
- Wheels of Fire (iulie 1968)
- Goodbye (5 februarie 1969)

### Albume live
- Live Cream (aprilie 1970)
- Live Cream Volume II (martie 1972)
- BBC Sessions (25 martie 2003)
- Royal Albert Hall London May 2-3-5-6, 2005 (4 octombrie 2005)

### Compilații
- Best of Cream (7 iulie 1969)
- Heavy Cream (9 octombrie 1972)
- Cream Off the Top (1973)
- Strange Brew: The Very Best of Cream (1983)
- The Very Best of Cream (9 mai 1995)
- Those Were the Days (23 septembrie 1997)
- 20th Century Masters: The Millennium Collection – The Best of Cream (29 februarie 2000)
- Gold (26 aprilie 2005)
- I Feel Free - Ultimate Cream (31 mai 2005)
- Icon (21 iunie 2011)